# Why the Long Face?
Why the Long Face? är rockgruppen Big Countrys nionde album från 1995.

## Låtlista
1. You Dreamer (4:50)
2. Message of Love (4:05)
3. I'm Not Ashamed (4:13)
4. Sail Into Nothing (3:47)
5. Thunder & Lightning (3:38)
6. Send You (4:11)
7. One in a Million (5:05)
8. God's Great Mistake (4:48)
9. Wildland in My Heart (4:04)
10. Take You to the Moon (4:55)
11. Far From Me to You (4:11)
12. Charlotte (3:54)
13. Post Nuclear Talking Blues (3:21)
14. Blue On a Green Planet (4:52)
15. Vicious (Endast CD)
16. In a Big Country (Unplugged) (Endast CD)

## Medverkande
- Stuart Adamson - gitarr, sång
- Mark Brzezicki - trummor, slagverk
- Tony Butler - elbas, sång
- Aaron Emerson - keyboard
- Bruce Watson - gitarr, sång